# F. M. 콘퍼드
프랜시스 맥도널드 콘퍼드(Francis Macdonald Cornford, 1874년 2월 27일 - 1943년 1월 3일)는 영국의 고전학자로, 플라톤, 파르메니데스, 투퀴디데스, 고대 그리스 종교에 관한 고대 철학의 주요 저서들을 번역하였다. 아내 프랜시스 콘퍼드(Frances Cornford)는 유명 시인이다. 부부의 이름이 서로 비슷한지라, 남편은 가정에서 "FMC"로, 아내는 "FCC"로 불렸다.

## 생애
세인트폴 스쿨과 케임브리지 대학교 트리니티 컬러지에서 수학했으며, 1889년부터 펠로우를 지냈고 1902년부터는 대학교 교수직을 맡았다. 1931년에 고대 철학 권위자로써 로렌스 석좌 교수가 되었으며, 1937년 영국 학술원의 펠로우로 선출되었다.

## 저서
- 《투퀴디데스 뮈티스토리코스》Thucydides Mythistoricus (1907)에서 콘퍼드는 《펠로폰네소스 전쟁사》가 저자 투퀴디데스의 비극적 관점으로 쓰여졌다고 주장한다.
- 《종교에서 철학으로 - 서양적 사변의 기원 연구》 From Religion to Philosophy: A Study in the Origins of Western Speculation (1912)에서 콘퍼드는 초기 그리스 철학자들에게 영향을 준 깊은 종교적·사회적 개념을 탐구한다. 이는 저자의 다른 저서, 《프린키피움 사피엔티아이 - 그리스 철학 사유의 기원》 Principium Sapientiae: The Origins of Greek Philosophical Thought (사후출판, 1952)에서도 다뤄진 문제이다.
  - 《종교에서 철학으로 : 서구 사유의 연원에 관한 연구》, 남경희 역, 이화여자대학교 출판부, 1995.
- 《소크라테스 이전과 이후》 Before and after Socrates (1932)
  - 《소크라테스의 哲學》, 이종훈 역, 박영사, 1987.
  - 《소크라테스 이전과 이후》, 이종훈 역, 박영사, 1995.
- 《쓰여지지 않은 철학 및 기타 에세이》 The Unwritten Philosophy and Other Essays. 플라톤과 소크라테스 이전 철학자에 관한 8편의 유고집.
  - 《쓰여지지 않은 철학》, 이명훈 역, 라티오, 2008.